# Margrethe Mather

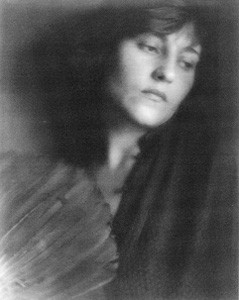
Florence Deshon with fan (1921), door Mather

Margrethe Mather, eigenlijk Emma Caroline Youngreen (4 maart 1886 – 25 december 1952) was een Amerikaans fotografe en enige tijd model, leerlinge en minnares van Edward Weston.

## Persoonlijk leven
Mather werkte in haar jonge jaren waarschijnlijk als prostituee en ontmoette in 1913 de gehuwde fotograaf Edward Weston. Mather werd zijn model, leerlinge en snel ook zijn minnares. Tien jaar lang werkten beiden intensief samen en maakten gezamenlijk de omslag van picturalisme (softfocus) naar moderne fotokunst (scherpe focus). Mather toonde zich een begaafd fotografe met een grote experimenteerdrift (vooral op het gebied van licht en vormen), die zich al snel met het niveau van Weston kon meten.
Aan de relatie en samenwerking tussen Mather en Weston kwam een einde in 1923, toen Weston zijn nieuwe geliefde Tina Modotti achterna reisde naar Mexico-Stad. Mather huwde vervolgens haar veel jongere model William Justema, die later haar memoires zou schrijven. Haar laatste expositie vond plaats in 1931 in San Francisco: een presentatie van honderden foto’s van schelpen, kettingen en kralen, steeds gearrangeerd in strakke, repeterende patronen, op een wijze zoals dat later ook wel in de industrie werd gedaan bij het maken van nieuwe ontwerpen.

## Noot
1. ↑  cf. W.W. Norton

- Bibliothèque nationale de France: cb16619214n (data)
- Gemeinsame Normdatei: 123739926
- International Standard Name Identifier: 0000 0000 7034 6964
- Library of Congress Control Number: n83040677
- PIC: 283119
- RKD-Nederlands Instituut voor Kunstgeschiedenis: 386557
- Système universitaire de documentation: 156508893
- Union List of Artist Names: 500019981
- Virtual International Authority File: 95804014
- WorldCat: E39PBJhxqG6GCyCdQPh7qBwKVC